# 岐阜合同庁舎
岐阜合同庁舎（ぎふごうどうちょうしゃ）は、岐阜県岐阜市にある、国の機関が入居する庁舎（合同庁舎）である。

## 概要
岐阜市立梅林中学校跡地に1969年（昭和44年）10月竣工。
旧岐阜市役所本庁舎跡地に移転する計画案がある。

## 入居官庁
1階
- 岐阜地方法務局

2階
- 総務省中部管区行政評価局岐阜行政監視行政相談センター

3階
- 岐阜労働局金竜町庁舎[1]
  - 総務部
  - 労働基準部

4階
- 岐阜労働局金竜町庁舎
  - 雇用環境・均等室
  - 職業安定部

5階
- 岐阜財務事務所

## 交通アクセス
- 名鉄各務原線「田神駅」下車、徒歩で約15分。
- 岐阜バス「竜田町」バス停より徒歩で約5分。
  - 岐阜駅（JR岐阜駅バスターミナル）・名鉄岐阜駅（岐阜バスターミナル、名鉄岐阜のりば）より、岐阜日野線【B65】日野西。岐阜関線【B81】せき東山、【B83】岐阜医療科学大 。大洞団地線【B74】大洞緑団地。岐阜美濃線【B87】中濃庁舎。岐阜聖徳学園大学線【B52】富田学園、【B53】水海道。尾崎団地線【B55】【B58】諏訪山団地、【B56】【B59】各務原高校 、【B57】テクノプラザ。岐阜各務原線【B32】各務西町営業所。

## 周辺施設
- 梅林公園
- 岐阜市立梅林小学校
- 岐阜市立白山小学校
- 日本キャンパック岐阜工場
- 岐阜梅林郵便局
- 大垣共立銀行梅林支店
- 岐阜信用金庫梅林支店
- 名鉄各務原線 田神駅